# Hippeastrum paquichanum
Hippeastrum paquichanum är en amaryllisväxtart som först beskrevs av Martín Cárdenas Hermosa, och fick sitt nu gällande namn av Dutilh. Hippeastrum paquichanum ingår i släktet amaryllisar, och familjen amaryllisväxter. Inga underarter finns listade i Catalogue of Life.